# Bombino
Pour l’article homonyme, voir Bombino (musicien).
Le bombino blanc est un cépage prolifique du sud de l'Italie à la base de tous les vermouths les plus connus. Ce cépage semble maintenant retrouver ses lettres de noblesse, dans les Pouilles par exemple où quelques producteurs l'utilisent dans des compositions monocépages.

## Synonymes
Abondante, Bambino, Bambino peloso gentile, Bammino, Banjac, Bilana, Bobbino, Bommino, Bonvino, Bonvino bianco, Buon Vino, Buonvino bianco, Butta Palmento, Butta pezzente, Buttspezzante, Calatammurro, Calpolese, Camblese, Campanile, Campolese, Campolese chiuso, Campolese scinciaro, Campolese sciniato, Carapa, Castella, Castelle, Cococciola, Cola Tamburo, Colatammurro, Debit, Debit veliki, Donnee, Marese, Ottenese, Ottonese, Pagadebit, Pagadebito, Poulzhinatz, Pulizanac, Puljizanac, Ribola, Ripona, Scacciadebiti, Schiacciadebiti, Straccia Cambiale, Strappa Cambiale, Tivolese Bianco, Trebbiano Abruzzese, Trebbiano bianco di Chieti, Trebbiano Campolese, Trebbiano dorato di Teramo, Trebbiano d´Abruzzo, Trebbiano di Teramo, Trebbiano d´Ora, Trivolese, Uva Castellana, Uva da un Osso, Uva fermana, Uva Romana, Zapponara Bianco.